# Wolfgang Güllich
Wolfgang Güllich (Ludwigshafen, 24 d'octubre de 1960 - Ingolstadt, 31 d'agost de 1992) fou un escalador alemany. Considerat un dels millors escaladors del seu temps, és especialment conegut per haver encadenat Action Directe, la primera via d'escalada a la qual es donà un grau de dificultat 9a.

## Biografia
Iniciat en l'escalada als sectors de pedra sorrenca del Palatinat, ben aviat va convertir-se en un dels millors escaladors de la zona i fou el primer a escalar en lliure la via Jubiläumsriss VII, quan comptava 16 anys. Posteriorment va viatjar a la serralada de l'Elba (entre els estats de Saxònia i Bohèmia), la serralada de Shawangunk (Estats Units) i a la vall de Yosemite, on va escalar les rutes més destacades de cada zona, entre les quals destaca el segon ascens a Grand Illusion (8a/8a+). Després va traslladar-se al flanc alemany de la serralada del Jura, on obrí algunes vies d'escalada de gran dificultat, que implicaren la creació de quatre nous graus de dificultat per catalogar-les (8b, 8b+, 8c i 9a). Güllich no fou el creador del grau intermedi entre el 8c i el 9a, el 8c+, en tant que aquest fou mèrit de Ben Moon, que encadenà la via Hubble, considerada la primera via de grau 8c+.
- Kanal im Rücken, primera via de grau 8b (1984)
- Punks in the Gym, situada al Mont Arapiles (Austràlia), fou la primera via de grau 8b+ (1985)
- Amadeus Schwarzenegger, 8b (1986)[2]
- Wallstreet, primera via de grau 8c (1987)[3]
- Eternal Flame, al Karakoram, 7b+ (1989)[4]
- Riders on the Storm, amb Norbert Bätz, Peter Dittrich, Bernd Arnold i Kurt Albert a la torre central del Paine, 7c (1991)[5]
- Action Directe, primera via de grau 9a (1991), encara avui considerada una de les més difícils[6] però també una de les més repetides[7]

Güllich va patir una fractura a l'esquena en caure mentre escalava la via Master's Edge a Millstone Quarry (Derbyshire, Anglaterra). El seu retorn a l'activitat l'any 1986 tingué un gran ressò, ja que va escalar en mode integral (sense corda) la via Separate Reality, de grau 7a+. Situada al Parc Nacional de Yosemite, aquesta via té un característic sector de 7 metres en un desplom pràcticament paral·lel al terra i a 300 metres d'altura. A més, també va treballar com a doble en pel·lícules d'acció, i va substituir —junt amb Ron Kauk— Sylvester Stallone a les escenes d'escalada del film Cliffhanger (1993). El 29 d'agost de 1992, quan tornava de participar en un programa de ràdio de matinada, Güllich es va adormir mentre conduïa i va patir un accident de trànsit entre Múnic i Nuremberg, del qual traspassà dos dies més tard en un hospital d'Ingolstadt.